# Подгорный (Ютазинский район)
 Подгорный  — поселок в Ютазинском районе Татарстана. Входит в состав Байряки-Тамакского сельского поселения.

## География
Находится в юго-восточной части Татарстана на расстоянии приблизительно 6 км на север по прямой от районного центра поселка Уруссу.

## История
Основан в 1920-х годах. Первоначальное название посёлок 4-го отделения совхоза им. Вахитова (с 1937 — совхоза «Ютаза»), с 1962 года современное название.

## Население
Постоянных жителей было: в 1949 году — 259, в 1958—151, в 1970—575, в 1979—471, в 1989—413, в 2002 году 469 (татары 80 %), в 2010 году 417.